# Karolinum
Karolinum ([karolínum]), původně lat. Collegium Carolinum neboli „Karlova kolej“, je historické sídlo Karlovy univerzity v budově její nejstarší univerzitní koleje, která byla pojmenována po svém zakladateli Karlu IV. Nachází se na Starém Městě v Praze, na rohu Ovocného trhu a Železné ulice, jižně od Staroměstského náměstí. Od roku 1962 je národní kulturní památkou.
Přízemí Karolina zahrnuje řadu gotických klenutých prostor ze 14. století, v patře je vzácná gotická arkýřová kaple a Velká aula Karolina (Aula magna), která je známá zejména jako místo imatrikulací a promocí studentů Univerzity Karlovy. Vnější plášť budovy je převážně v barokní úpravě F. M. Kaňky, další významné úpravy provedl J. Fragner po druhé světové válce.

## Historie

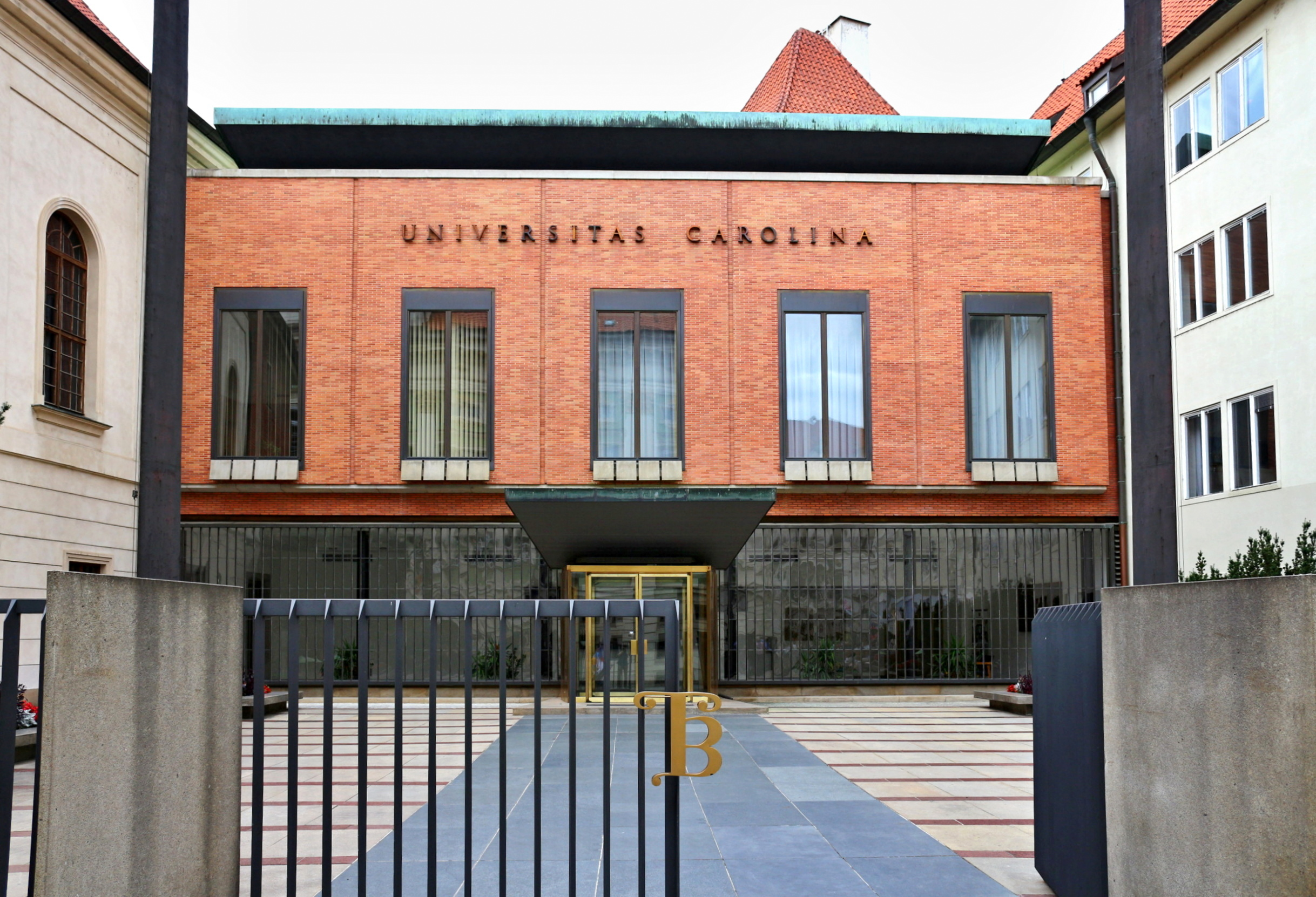
Vstupní dvůr Karolina podle návrhu arch. Fragnera, pohled z Ovocného trhu

Na místě koleje původně stál dům Jana Rotleva (Johlina Rothleva), královského mincmistra a bankéře z Kutné Hory, který objevil nová ložiska zlata v Jílovém, postavil tam královskou mincovnu a díky získanému bohatství nakoupil v Praze sousední domy a svůj dům přestavěl na gotický palác.
Listinou z 28. srpna 1383 Rotlev prodal svůj kamenný palác s věžemi, kaplí a 141 okny králi Václavu IV., čímž údajně zachránil svého syna Martina, kterému hrozil trest smrti za tasení meče při soudním jednání. Král komplex domů daroval Karlově koleji a pak do roku 1386 byly stavebně rozšířeny a spojeny do jednoho celku.
Karolinum bylo několikrát přestavováno: poprvé v letech 1383–1386 pro účely univerzity, podruhé pro účely právnické fakulty jezuitů. Zásadní barokní přestavbu provedl v letech 1716–1718 František Maxmilián Kaňka z podnětu rektora, profesora práv Václava Xavera Neumanna z Puchholtze. Dále byl stavební komplex modernizován 1882 Josefem Mockerem, v letech 1946–1968 byl celý areál rekonstruován podle projektu Jaroslava Fragnera a v letech 1996–1998 ve stejném stylu upraven architektem Tomášem Šantavým.
V době po bitvě na Bílé hoře bylo sídlem právnické a lékařské fakulty, za první republiky pak Německé univerzity v Praze.

## Současnost
V současnosti je Karolinum sídlem rektora a centrálních institucí Univerzity Karlovy, zasedá zde akademický senát a slouží ke slavnostním a reprezentačním účelům, jako např. promoce, imatrikulace apod.
Hlavní budova Karolina čp. 541 mezi ulicemi Železná, Kamzíková a Ovocný trh (Hafenekrovo křídlo, rektorské křídlo, jihovýchodní dům) je národní kulturní památkou, celý areál mezi Celetnou ulicí (čo. 14–20) a Ovocným trhem (čo. 5 a 7) s domy čp. 559 (Bubnovský dům s dvorním křídlem a ohradní zdí), 560 (dům U Nožičků s jižním dvorním objektem a Rektorskou věží), 561 (dům U Sv. Jana s dvorním objektem) a 562 (Buquoyský dům) a kašna se lvy od současného českého sochaře Stanislava Hanzíka Pramen vědy, socha Mistra Jana Husa a oplocení a stožáry u hlavní budovy jsou chráněny jako kulturní památka.
Po Karolinu je pojmenováno Nakladatelství Karolinum a také planetka 2288 Karolinum.

## Galerie

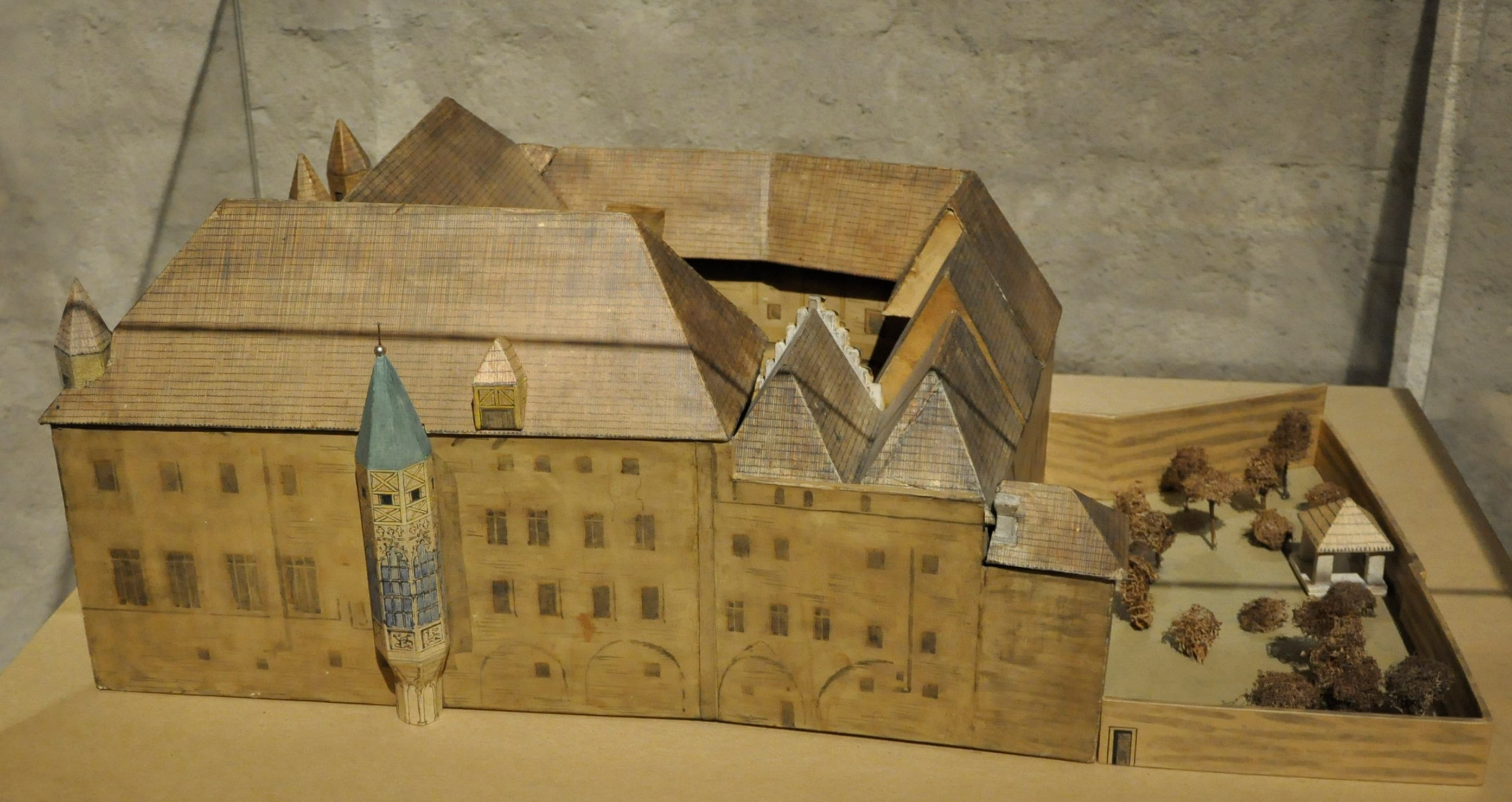
Podoba Karolina v roce 1711 před barokní přestavbou
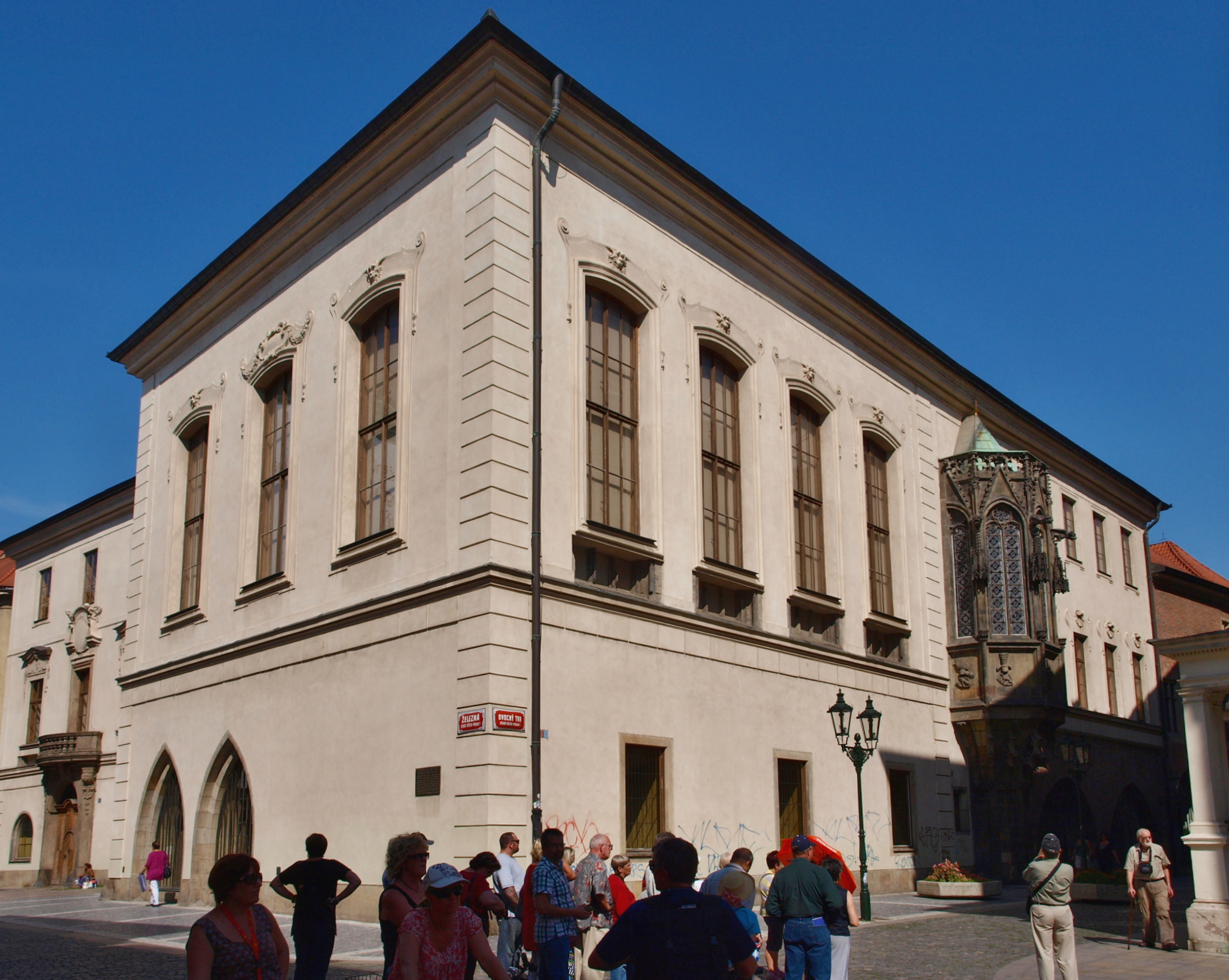
Dnešní barokní fasáda
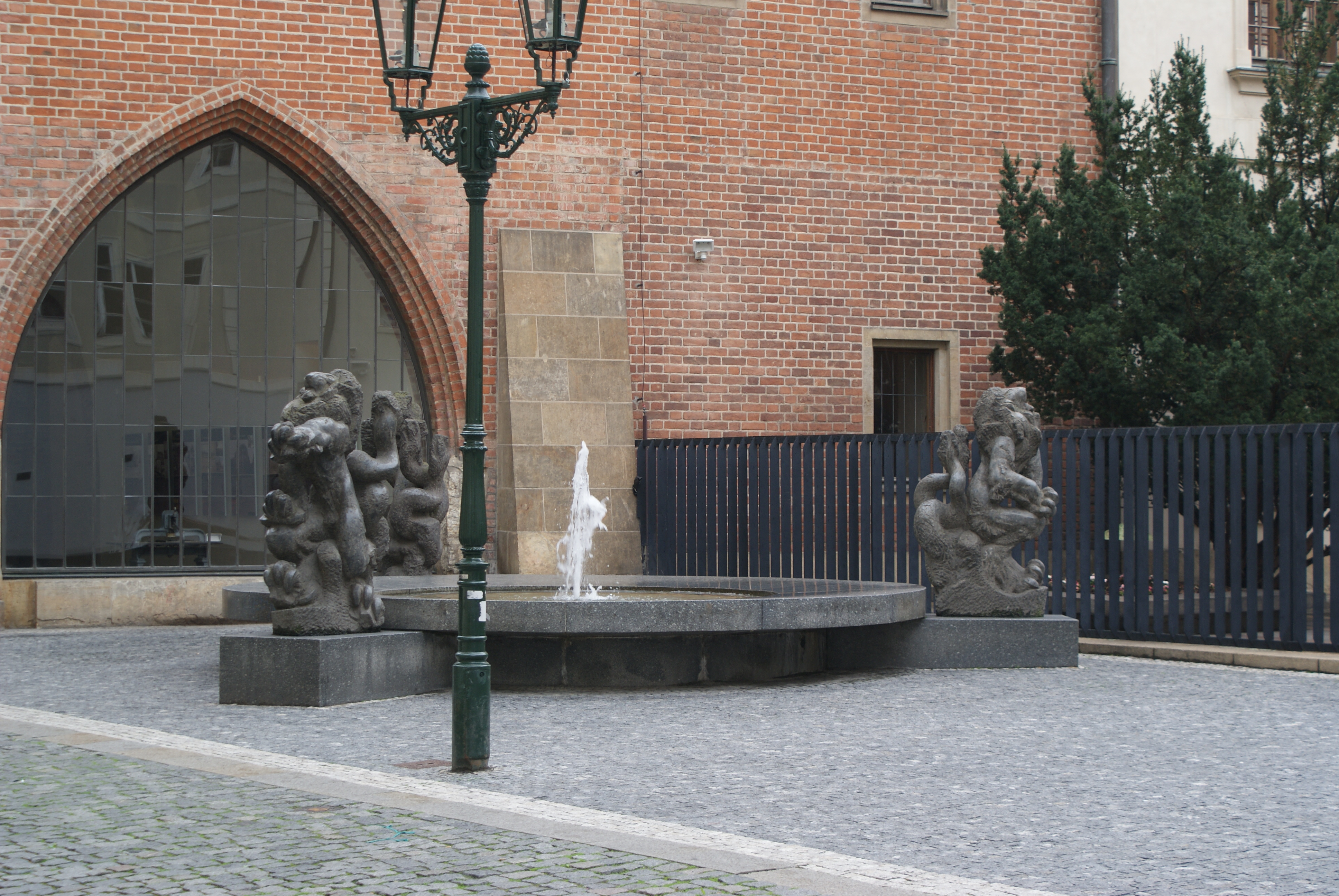
Kašna se lvy u vstupu, Stanislav Hanzík, 1972
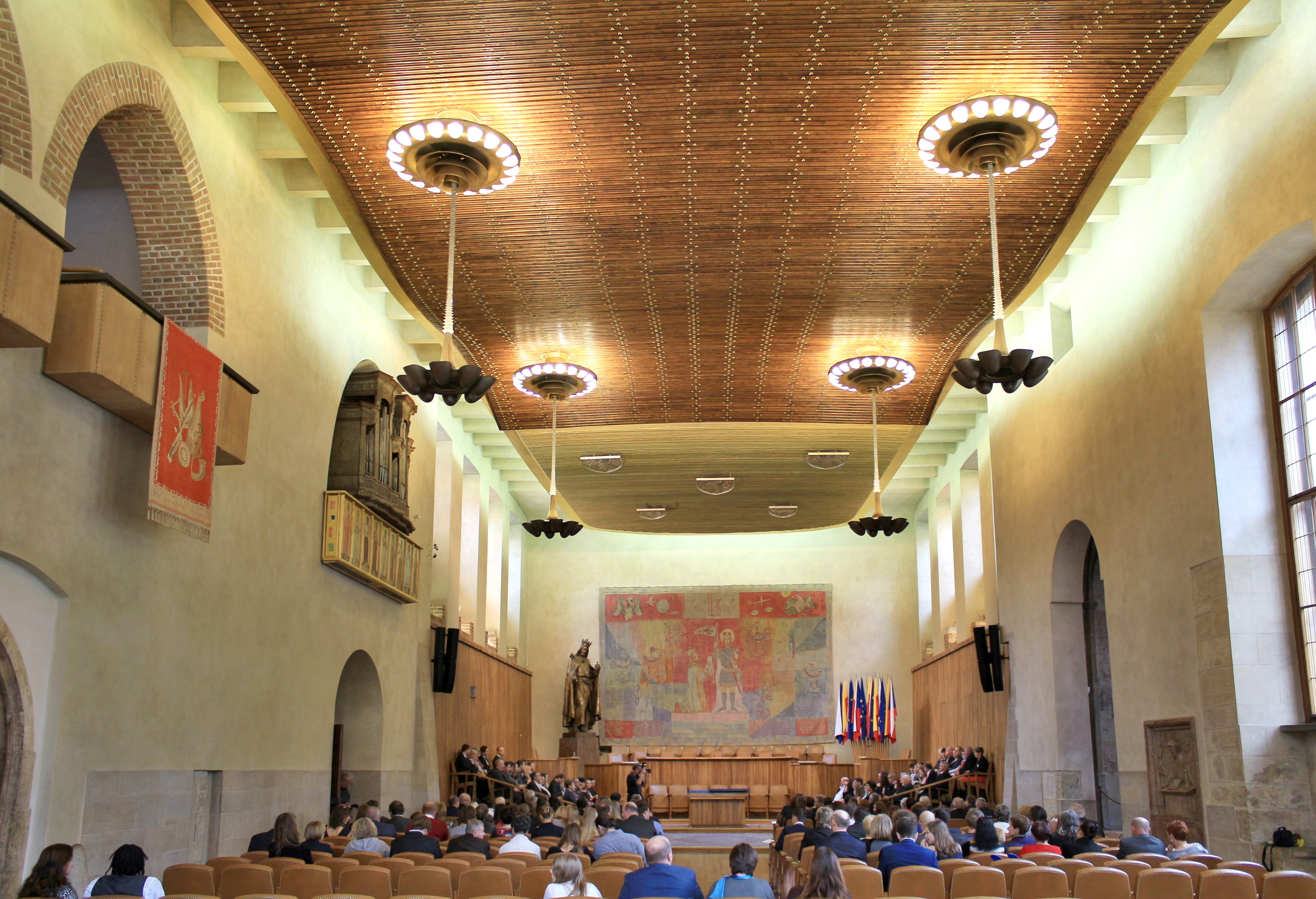
Velká aula Karolina
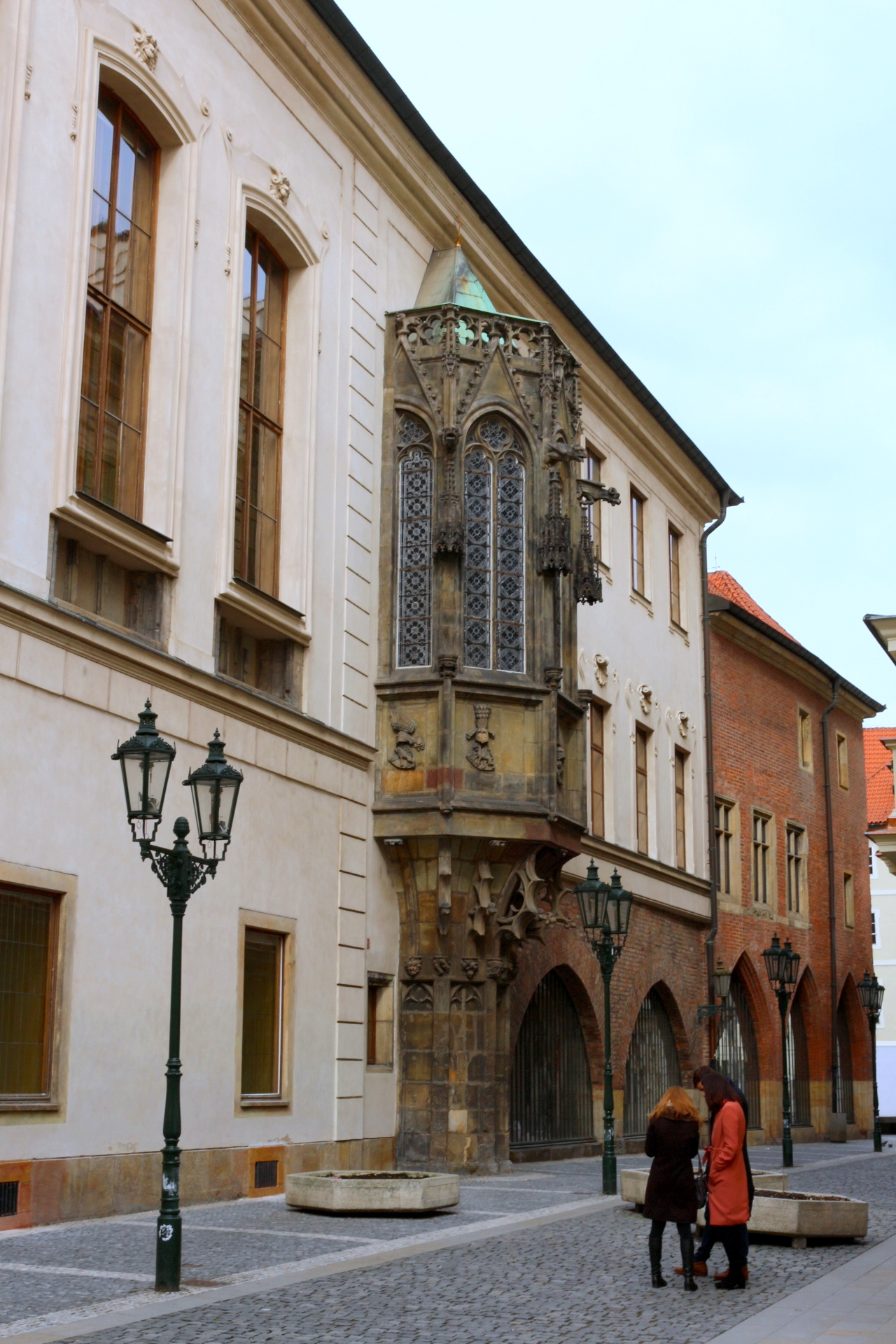
Gotický arkýř na barokní fasádě
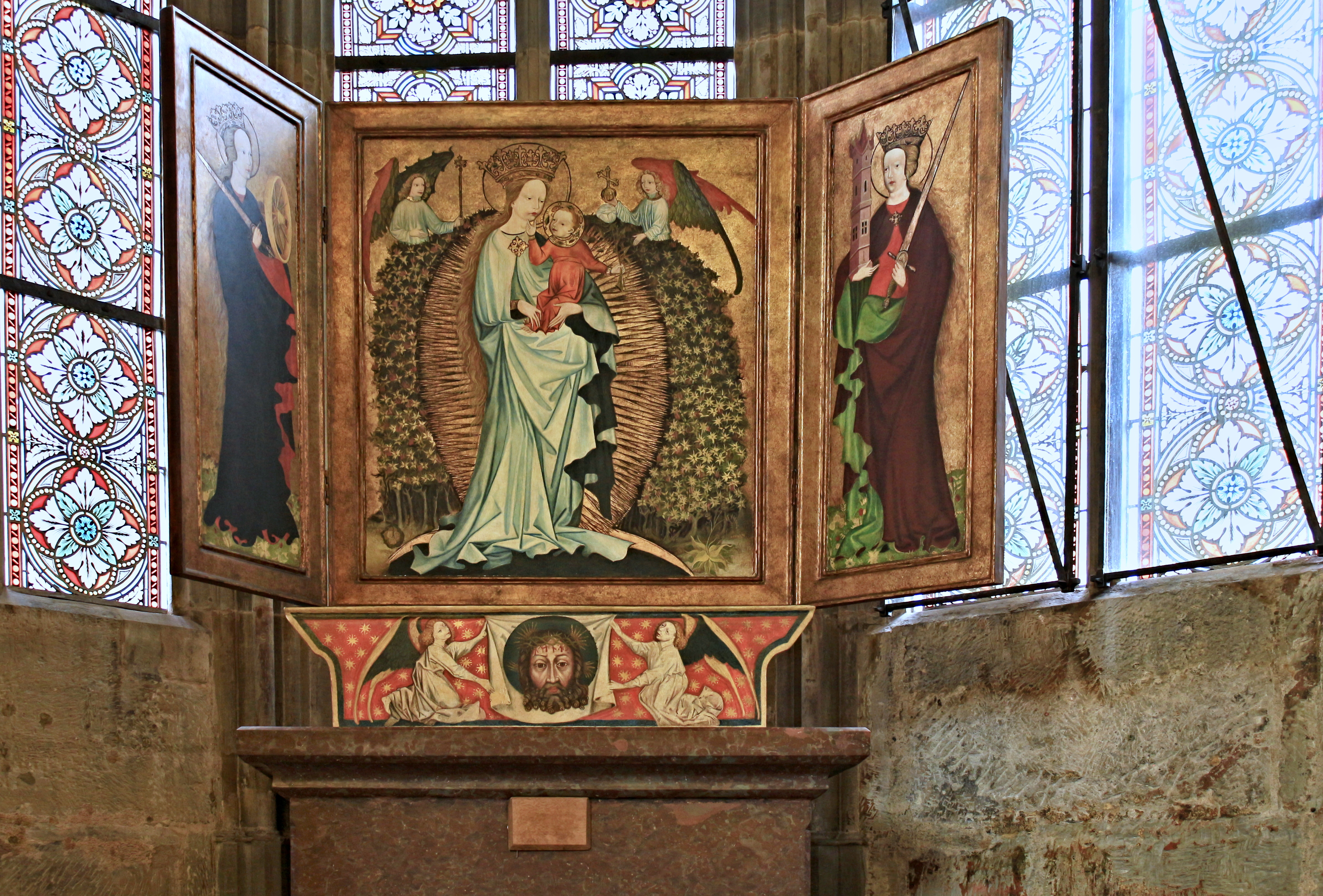
Oltář v arkýřové kapli Velké auly
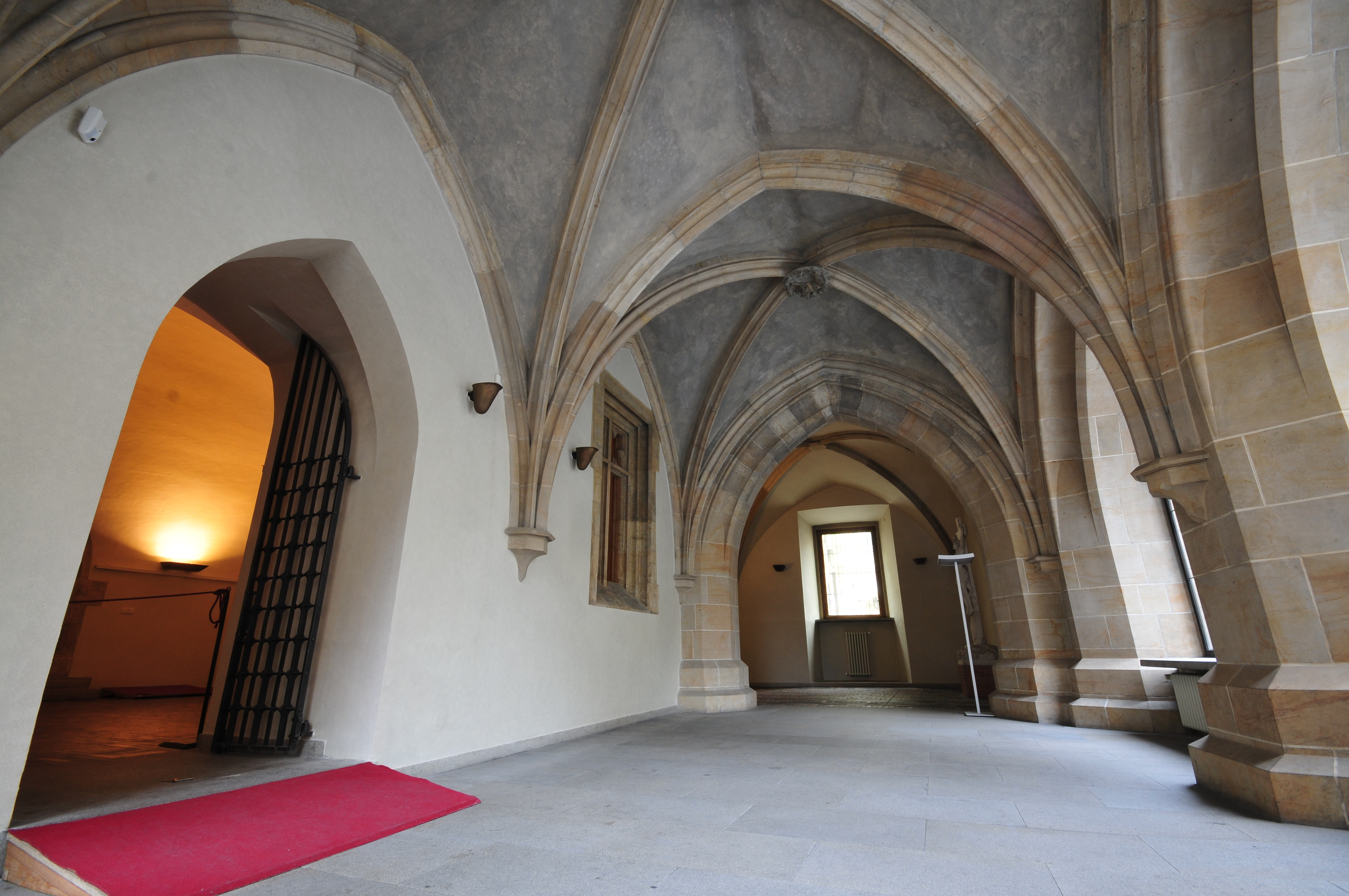
Bývalé podloubí Rotlevova domu
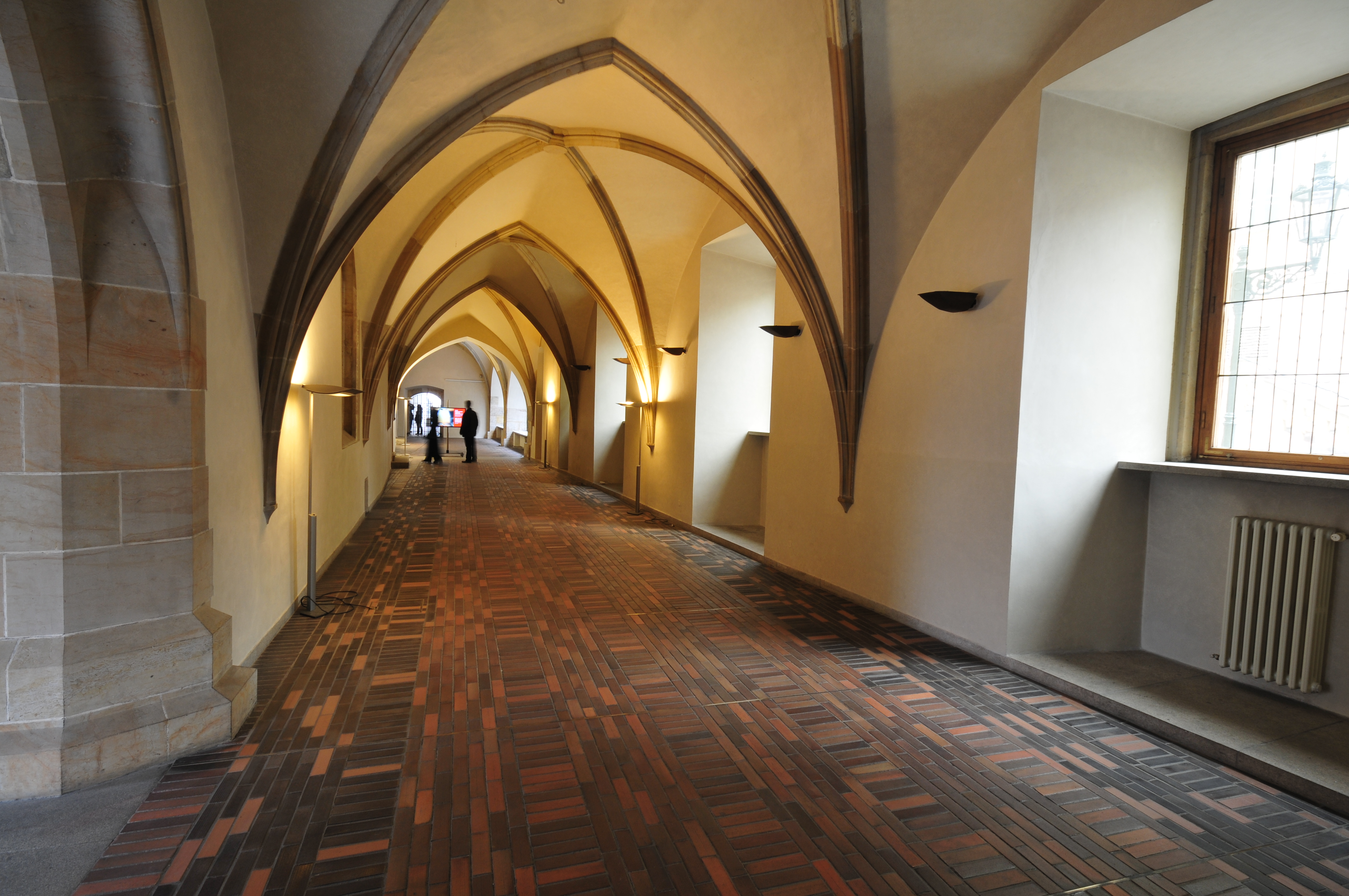
Gotická síň v přízemí do Ovocného trhu
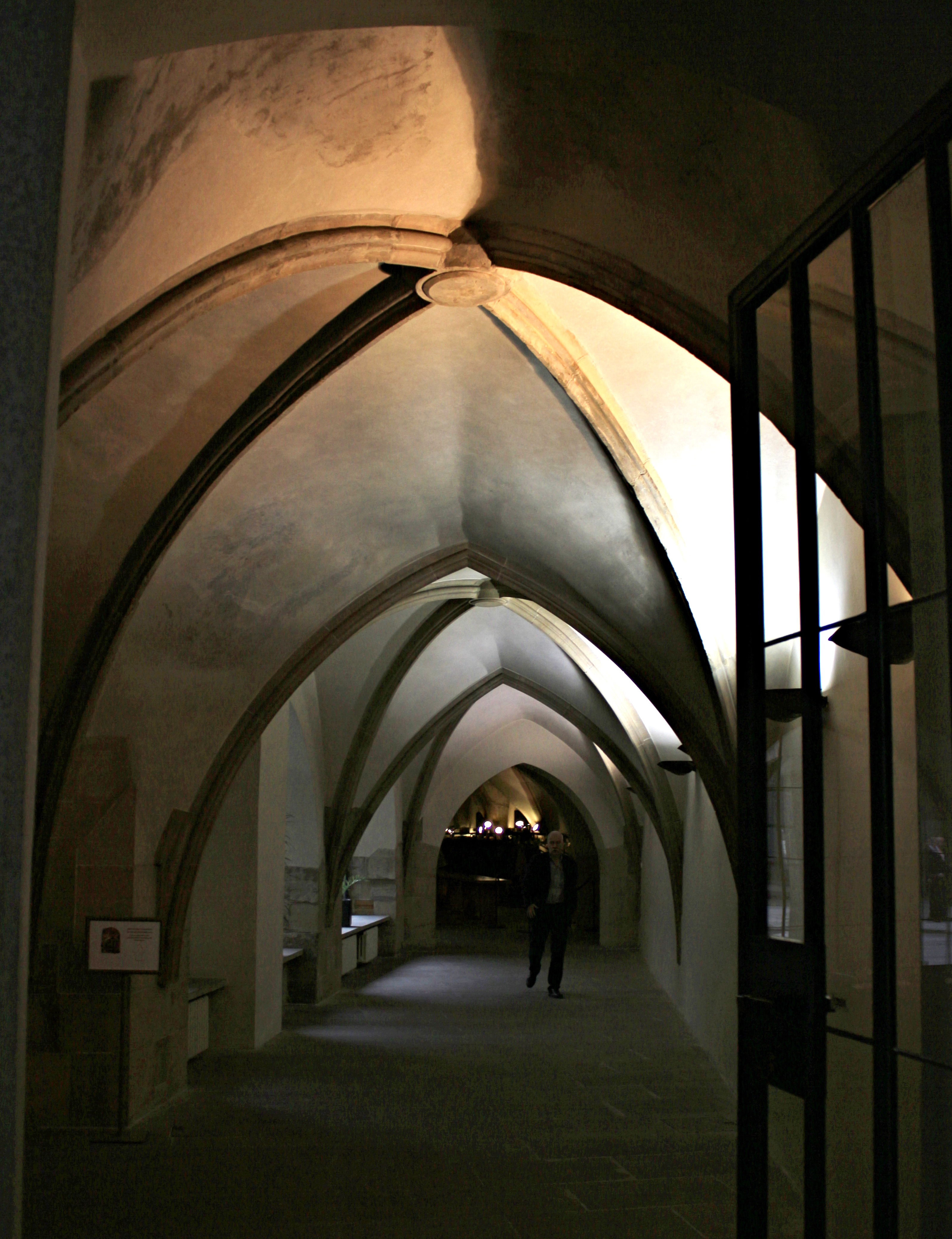
Gotický ambit v nádvoří Karolina